# جبل أبو دخان
جبل أبو دخان هو المسمى الحالي لمدينة مونس بورفيريتس (باللاتينية: Mons Porphyrites، جبل صخر السماقي) التي كانت موقعاً جبلياً لمجموعة من المحاجر القديمة في تلال البحر الأحمر بالصحراء الشرقية في مصر. اعتبر الموقع المصدر الوحيد المعروف للصنف الأرجواني «الإمبراطوري» من الصخر السماقي إبان الإمبراطورية الرومانية. وجرى استغلاله بين القرنين الأول والخامس الميلادي. بجانب المحاجر الإمبراطورية الأخرى في الصحراء الشرقية وهي مونس كلوديانوس، ومونس أوفياتس، وتبرياني. ومن المحتمل أن هذه المحاجر الأربعة كانت تحت إدارة موحدة، حيث أن نفس وكيل المعادن (procurator metallorum) كان موجوداً في أكثر من منطقة.

## التاريخ
عثر كايوس كومينوس ليوغاس على المحاجر في 18 م. والتي يمكن تتبع استغلالها من خلال مئات من الشقفات منذ فترة ليست طويلة حتى ثلاثينيات القرن الرابع. ولم يكن من الممكن الوصول إليها إلا عن طريق فرع دائري من الطريق بين كايني على نهر النيل والحصن الروماني على ساحل البحر الأحمر (أبو شعر حالياً).

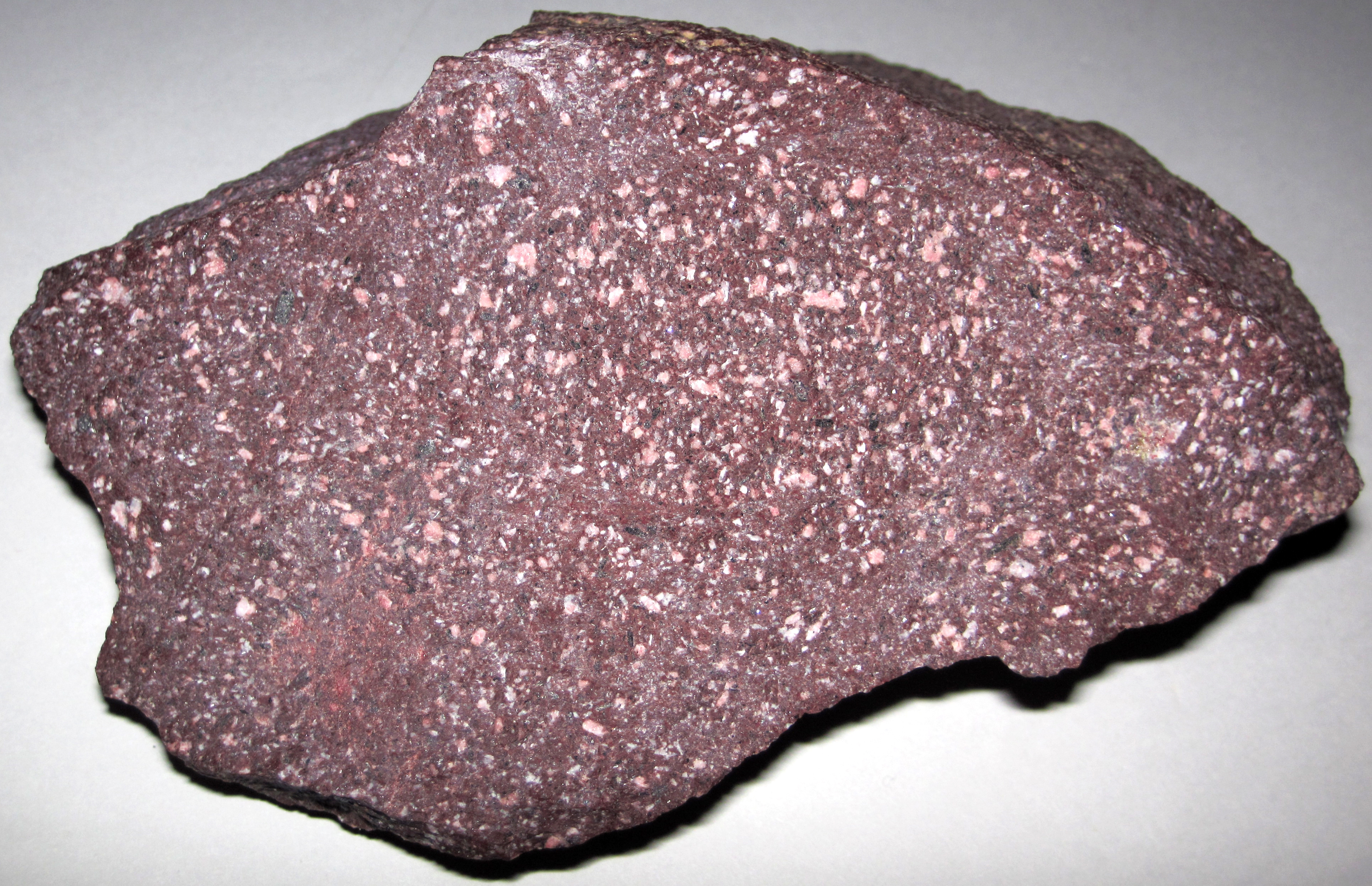
صخر السماقي الإمبراطوري المستخرج من مونس بورفيريتس

انتشرت المحاجر الفعلية على مساحة 9 كم² (3.5 ميل مربع). كانت هناك خمس قرى متفرقة للعمال ومجمع مركزي في وادي أبو معامل على ارتفاع 630 م (2070 قدماً) فوق مستوى سطح البحر. أعلى المحاجر كانت في راميوس على ارتفاع 1438 م (4718 قدماً). كان لا بد من إسقاط الحجارة المستخرجة على منحدرات إلى الوادي بالأسفل. كان المجمع المركزي يضم مستوطنة عمالية وحصناً ومعابد لسيرابيس وإيزيس وحماماً بنظام تدفئة ومقبرة. يمكن تأريخ معبد إيزيس إلى 113م ومعبد سارابيس بين 117-119م. هناك أدلة على الحدادة في منطقة العمال. ويوجد معبد ثانٍ لإيزيس، يعود تاريخه إلى عامي 137 و138، على الجانب الآخر من الوادي. كان المجمع المركزي يحتوي على بئرين وصهريج كبير لتخزين المياه في الحصن.
تحتوي أقدم مستوطنة، حيث عُثر على نقش كومينوس ليوغاس، على معبد للإله بان. سُكنت العديد من القرى فقط في القرن الثاني، ولكن هناك شواهد قبور وفخارية وعملات معدنية من المحاجر العليا في وقت لاحق. يسمح البرج الموجود في المجمع المركزي بالاتصال البصري حتى مع أبعد المواقع. وإلى جانب الحصن الرئيسي، كانت هناك أيضاً حصون في باديا وأم سدري وبيليا.
أنتجت مونس بورفيريت حجر السماقي الأسود بالإضافة إلى حجر السماقي الإمبراطوري الذي اشتهرت به. وقد استُخدم الأخير في روما والقسطنطينية لأغراض الزخرفة، وخاصة في النواويس الإمبراطورية.

## كتب
- Hirt، Alfred Michael (2010). Imperial Mines and Quarries in the Roman World: Organizational Aspects, 27 BC – AD 235. Oxford University Press.
- Keenan, James G. (2018). "Mons Porphyrites". In Nicholson, Oliver (ed.). The Oxford Dictionary of Late Antiquity, Volume 2: J–Z. Oxford: Oxford University Press. p. 1035. ISBN 978-0-19-881625-6.